# Regeringen Knud Kristensen
Regeringen Knud Kristensen var Danmarks regering 7. november 1945 – 13. november 1947. Der skete regeringsændringer 12. november 1945, 24. april 1947, 18. juni 1947, 30. juni 1947 og 6. september 1947
Regeringen bestod af følgende ministre fra Venstre:
- Statsminister: Knud Kristensen
- Udenrigsminister: Gustav Rasmussen (udenfor parti)
- Finansminister: Thorkil Kristensen
- Indenrigsminister: Einar Kjær til 18. juni 1947, derefter Niels Arnth-Jensen fra 30. juni 1947
- Justitsminister: A.L.H. Elmquist
- Undervisningsminister: Mads R. Hartling
- Kirkeminister: ad interim Mads R. Hartling til 12. november 1945, derefter Carl M. Hermansen
- Forsvarsminister: Harald Petersen
- Minister for offentlige arbejder: Niels Elgaard
- Minister for landbrug og fiskeri: Erik Eriksen
- Minister for handel, industri og søfart: J. Villemoes til 6. september 1947, derefter varetoges de under handelsministeriet hørende forretninger af forsyningsministeren
- Forsyningsminister: Axel Kristensen fra 24. april 1947
- Arbejds- og socialminister: Søren P. Larsen til 24. april 1947, derefter Jens Sønderup.
- Minister for særlige anliggender: Per Federspiel